# Burjatische Autonome Sozialistische Sowjetrepublik

Flagge der Burjatischen ASSR

Gebiet der Burjatischen ASSR

Die Burjatische Autonome Sozialistische Sowjetrepublik (russisch Бурятская Автономная Советская Социалистическая Республика; burjatisch Буряадай Автономито Совет Социалис Республика), kurz Burjatische ASSR (russisch Бурятская АССР; burjatisch Буряадай АССР), war eine autonome Sowjetrepublik innerhalb der Russischen Sozialistischen Föderativen Sowjetrepublik (RSFSR) in der Sowjetunion.
Die Hauptstadt war Ulan-Ude.
Der Asteroid des inneren Hauptgürtels (2593) Buryatia wurde nach der Burjatischen Autonomen Sozialistischen Sowjetrepublik benannt.

## Geschichte
Die Burjat-Mongolische Autonome Sozialistische Sowjetrepublik wurde am 30. Mai 1923 durch die Vereinigung der Burjat-Mongolischen Autonomen Oblast der RSFSR und der gleichnamigen Burjat-Mongolischen Autonomen Oblast der Fernöstlichen Republik gegründet. Am 3. Oktober 1923 wurde der Großteil des Gouvernements Baikal aus der Oblast Fernost in die ASSR eingegliedert.
Vom 20. September 1930 bis zum 5. Dezember 1936 war die ASSR dem Ostsibirischen Krai unterstellt.
Zum 26. September 1937 wurden 7 der damals 21 Rajons ausgegliedert. Aus 3 dieser Rajons wurde der Nationale Kreis der Ust-Ordynsker Burjat-Mongolen in der Oblast Irkutsk und aus 2 der Nationale Kreis der Aginer Burjat-Mongolen in der Oblast Tschita gebildet. Die anderen 2 wurden direkt in diese Oblaste eingegliedert.
Die ASSR wurde am 7. Juli 1958 in Burjatische Autonome Sozialistische Sowjetrepublik umbenannt.
Im Zuge des Zerfalls der Sowjetunion proklamierte der Oberste Sowjet der ASSR im Oktober 1990 die staatliche Souveränität und die Umwandlung in eine SSR innerhalb der RSFSR. 1992 wurden der Name in Republik Burjatien geändert. Die Republik Burjatien wurde ein Föderationssubjekt der Russischen Föderation.

## Geographie
Die Burjatische ASSR lag südlich und östlich des Baikalsees im südlichen Sibirien. Auf 351.300 Quadratkilometern lebten 1990 nur etwa eine Million Menschen, davon 43 Prozent in Städten. Im Süden grenzt das Gebiet an die Mongolei. In dem Gebiet kommen die Bodenschätze Gold, Wolfram, Graphit und Kohle vor.